# آی‌جی‌ای‌ام

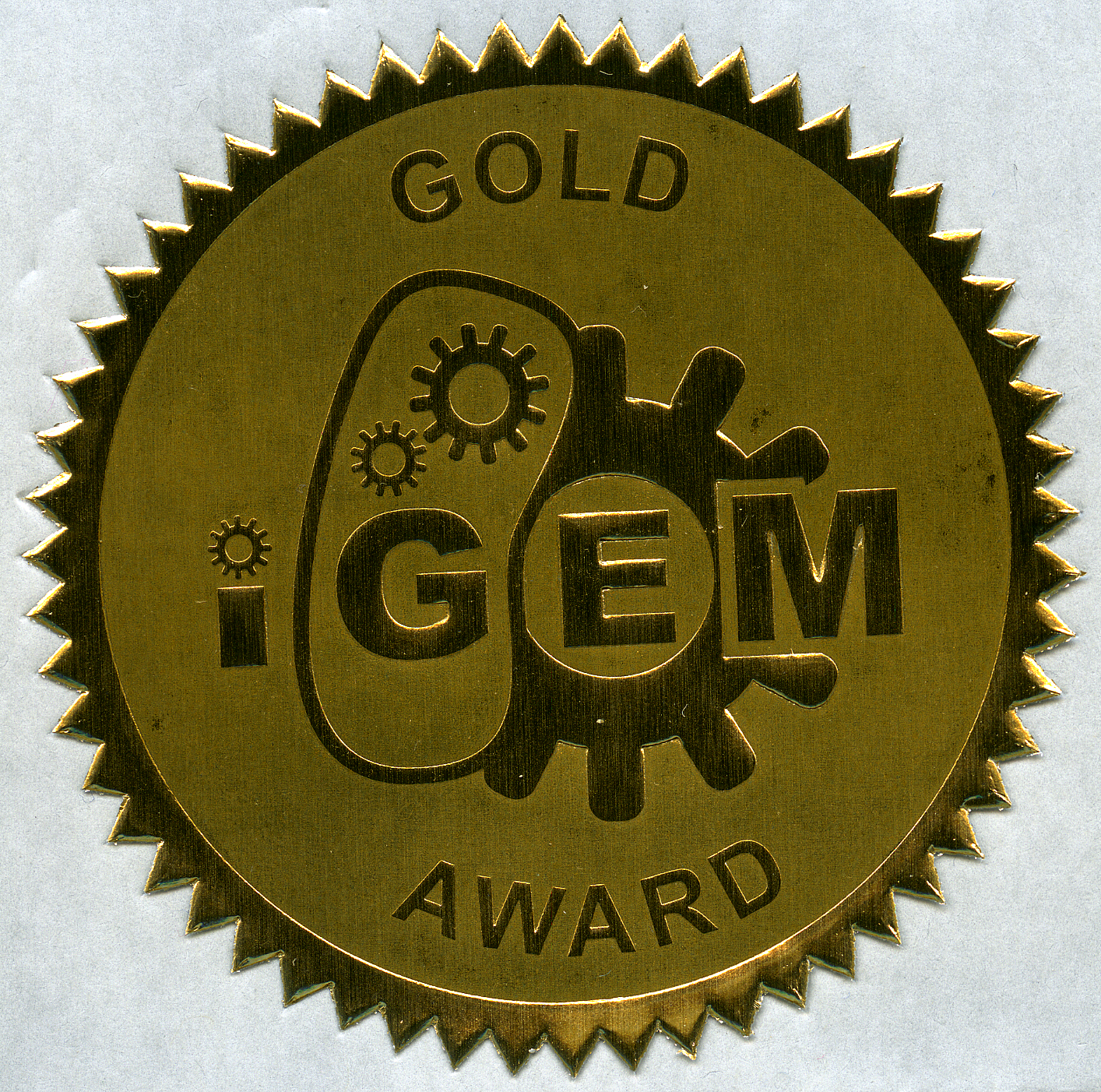
برچسب مدال طلا در مسابقات iGEM

رقابت بین‌المللی مربوط به ماشین‌های مهندسی‌شده به‌صورت ژنتیکی یا رقابت آی‌جم (International Genetically Engineered Machine - iGEM - competition) رقابتی است که در زمینه زیست‌شناسی تلفیقی مابین تیم‌ی‌های مختلف دانش‌جویان از تمام نقاط جهان صورت می‌پذیرد.

## تاریخ
در ژانویهٔ سال ۲۰۰۳ و با یک دورهٔ یک ماههٔ درسی، در خلال دورهٔ فعالیت‌های مستقل ام‌آی‌تی بود، که آی‌جم شروع شد.